# 羅多皮峰

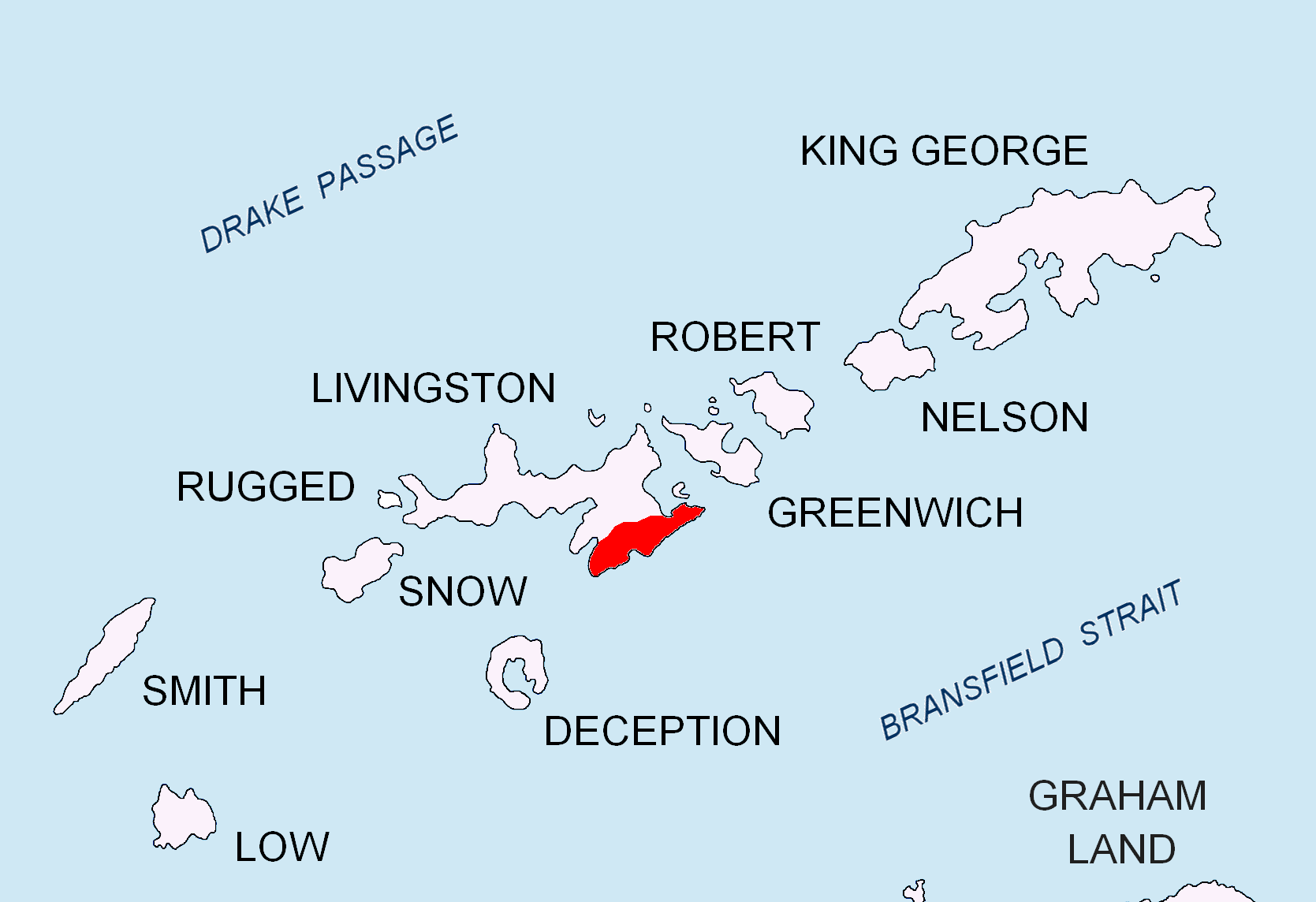

羅多皮峰（英語：Rodopi Peak）是南極洲的山峰，位於南設得蘭群島的利文斯頓島，屬於騰格里山脈中德爾切夫嶺的一部分，海拔高度500米，處於亞沃羅夫峰西北面1公里和派西峰以西0.99公里。

## 外部連結
- SCAR Composite Antarctic Gazetteer（页面存档备份，存于）.

62°37′33.2″S 59°54′59″W / 62.625889°S 59.91639°W